# Pasquale Bandiera
Pasquale Bandiera (Siracusa, 14 febbraio 1924 – Roma, 3 maggio 2002) è stato un politico e giornalista italiano.

## Biografia
Laureato in scienze politiche, è giornalista. Esponente siciliano del Partito Repubblicano Italiano, è direttore della Voce Repubblicana, organo di stampa ufficiale del PRI.
Viene eletto alla Camera nel 1972, venendo confermato in carica anche alle successive elezioni politiche del 1976 e del 1979. Nel 1980 è nominato sottosegretario al ministero della Difesa nel Governo Cossiga II, carica che mantiene anche nel successivo Governo Forlani, fino al 1981. In tale anno il suo nome viene rinvenuto nell'elenco degli appartenenti alla P2, con la tessera n.114. Termina il proprio mandato parlamentare nel 1983.
Muore il 3 maggio 2002 all'età di 78 anni.